# Сердцев, Николай Иванович
Николай Иванович Сердцев (21 апреля 1948, Челябинск — 4 июня 2021, Москва) — российский военачальник, военный инженер. Начальник Инженерных войск Вооружённых Сил Российской Федерации (1999—2008), генерал-полковник (2000).
Лауреат Государственной премии Российской Федерации (2003) и Премии Правительства Российской Федерации в области науки и техники (2005). Кандидат военных наук (2001).

## Биография
Из семьи рабочих. Окончил среднюю школу в 1965 году. С 1965 года работал слесарем Челябинского кузнечно-прессового завода.
В Вооружённых Силах СССР с 1967 года. В 1970 году окончил Тюменское высшее военно-инженерное командное училище с отличием. С сентября 1970 года служил в инженерных войсках: командир взвода, с мая 1973 года — заместитель начальника штаба отдельного инженерно-сапёрного батальона, с октября 1974 года начальник штаба — заместитель командира батальона.
В 1979 году заочно окончил Военно-инженерную академию имени В. В. Куйбышева. С июля 1979 года командовал отдельным инженерно-сапёрным батальоном. В этой должности с 1981 по 1983 годы находился в составе ограниченного контингента советских войск на территории Демократической Республики Афганистан. Принимал участие в боевых действиях Афганской войны.
С 1983 года командовал армейским инженерно-сапёрным батальоном, а с 1984 года — 62-м понтонно-мостовым полком в Одесском военном округе. Полк под его командованием дважды признавался лучшим в инженерных войсках округа.
С февраля 1988 года — начальник инженерных войск 32-й общевойсковой армии Среднеазиатского военного округа (штаб армии в Семипалатинске). С ноября 1988 года начальник штаба — заместитель начальника инженерных войск Центральной группы войск (Чехословакия). В 1992 году окончил Военную академию Генерального штаба Вооружённых сил Российской Федерации. С июня 1992 года — начальник инженерных войск Группы Российских войск в Закавказье. С 1994 года — начальник инженерной службы Ракетных войск стратегического назначения.
19 апреля 1999 года назначен начальником инженерных войск Министерства обороны Российской Федерации (в 2002 году должность переименована в начальника инженерных войск Вооружённых Сил Российской Федерации).
Защитил диссертацию на соискание учёной степени кандидата военных наук (2001).
В отставке с апреля 2008 года. Работал ведущим научным сотрудником в Центральном научно-исследовательском испытательном институте инженерных войск имени Д. М. Карбышева и военным советником Главного командования Сухопутных войск. На Президентских выборах 2018 года был доверенным лицом Владимира Путина.
Был женат, имел сына и дочь.
Скончался 4 июня 2021 года на 74-м году жизни после тяжёлой болезни. Похоронен с воинскими почестями на «Пантеоне защитников Отечества».

## Воинские звания
- Генерал-майор (1995)
- Генерал-лейтенант (6.1999)
- Генерал-полковник (5.2000)

## Награды
- Орден «За заслуги перед Отечеством» 4-й степени (2006)
- Орден Мужества (2000)
- Орден «За военные заслуги» (2000)
- Орден «За службу Родине в Вооружённых Силах СССР» 3-й степени (1982)
- Медаль «За боевые заслуги» (1981)
- Государственная премия Российской Федерации (2003)
- Премия Правительства Российской Федерации в области науки и техники (2005)
- Орден святого благоверного князя Даниила Московского (РПЦ)
- Орден святого благоверного великого князя Димитрия Донского (РПЦ)
- Медали СССР и России